# Beni Arashiro
Pour les articles homonymes, voir Beni.
Beni Arashiro (安良城 紅, Beni Arashiro), alias Beni (BENI), de son vrai nom Beni Daniels, est une chanteuse japonaise. Elle est née le 30 mars 1986 à Okinawa au Japon, d'un père américain et d'une mère japonaise. Membre depuis 2002 du groupe d'Idols Bishoujo Club 21 (renommé Bishoujo Club 31 en 2004), elle débute en parallèle une carrière en solo en 2004 avec le label Avex Trax, en tant que Beni Arashiro. Après quatre albums et huit singles en solo, elle quitte ce label et le groupe en 2008 pour le label Universal Music Japan, avec lequel elle poursuit désormais sa carrière sous le nom de scène BENI, avec un succès accru.
Ses influences musicales sont, entre autres, Michael Jackson et Madonna.
En 2025 elle participe à la 10e saison du programme chinois Singer. Elle est éliminé lors de la première semaine, mais est repéché lors de la douzième, pour finir finaliste lors de la treizième et dernière semaine. Lors de la finale des artistes comme Mickey Guyton, A-Lin et le vainqueur Chen Chusheng, se sont partagés l'affiche. 

## Discographie

### Beni Arashiro
Simples
- 2004.06.09 : Harmony
- 2004.10.20 : Infinite...
- 2004.11.25 : Here alone
- 2005.02.09 : Miracle
- 2005.06.01 : Hikari no Kazu Dake Glamorous (光の数だけグラマラス)
- 2005.12.07 : Cherish
- 2006.09.20 : How Are U?
- 2007.02.28 : Luna

Albums
- 2005.02.09 : Beni
- 2006.02.22 : Girl 2 Lady
- 2007.04.25 : GEM

Best of
- 2008.03.05 : Chapter One ~complete collection~

### Beni
Singles
- 2008.12.10 : Mou Nido to... (もう二度と...)
- 2009.04.08 : Kiss Kiss Kiss
- 2009.06.10 : Koi Kogarete (恋焦がれて)
- 2009.08.12 : Zutto Futari de (ずっと二人で)
- 2009.11.04 : KIRA☆KIRA☆
- 2010.01.20 : Sign (サイン)
- 2010.03.10 : bye bye
- 2010.05.05 : Yurayura / Gimme Gimme (ユラユラ / ギミギミ♥)
- 2010.08.11 : Heaven's Door
- 2010.11.24 : 2FACE
- 2011.06.08 : Suki Dakara. (好きだから。)
- 2011.09.14 : Koe wo Kikasete / crazy girl (声を聞かせて...)
- 2011.10.12 : Darlin'
- 2012.01.25 : Eien (永遠)
- 2013.04.25 : Satsuki Ame (さつきあめ)
- 2013.06.26 : OUR SKY
- 2013.11.10 : Konayuki (粉雪)
- 2015.08.12 : Forever (フォエバ)

Singles digitaux
- 2009.02.11 : Superstar
- 2009.08.18 : The Boy Is Mine feat. Tynisha Keli
- 2010.03.10 : Sakurasaka (桜坂 (Live Ver.))
- 2010.03.24 : Gimme Gimme (ギミギミ♥)
- 2012.03.14 : Ti Amo
- 2012.10.31 : Utautai no Ballad (歌うたいのバラッド)
- 2012.10.31 : Shiroi Koibito-tachi (白い恋人達)
- 2013.06.19 : OUR SKY
- 2013.07.24 : AM 2:00
- 2013.11.01 : Two Hearts
- 2013.12.11 : Ai uta (愛唄)
- 2014.03.26 : Thank You (サンキュ)
- 2014.05.20 : Mou Nido to... Rebirth (もう二度と... Rebirth)
- 2014.10.29 : Fun Fun Christmas
- 2015.07.29 : Forever (フォエバ)
- 2015.11.11 : BFF
- 2015.11.18 : PAPA
- 2016.05.25 : Eien (永遠 (Marriage Version))
- 2016.06.15 : Natsu no Omoide (夏の思い出)
- 2016.06.22 : Summer Lovers (サマーラバーズ)
- 2017.02.08 : Mienai Start (見えないスタート)

Albums
- 2009.09.02 : Bitter & Sweet
- 2010.06.02 : Lovebox
- 2010.12.08 : Jewel
- 2011.11.02 : Fortune
- 2013.07.31 : Red
- 2015.11.25 : Undress

Albums Live
- 2010.03.10 : Bitter & Sweet Release Tour FINAL
- 2011.03.16 : Lovebox Live Tour
- 2012.01.25 : Jewel Concert Tour
- 2012.05.23 : MTV Unplugged
- 2013.12.29 : Beni Red Live Tour 2013: Tour Final, 2013.10.06 at Zepp Diver City